# Liste der Biografien/Brag
Liste der Biografien |
Portal Biografien |
Personensuche
# |
A |
B |
C |
D |
E |
F |
G |
H |
I |
J |
K |
L |
M |
N |
O |
P |
Q |
R |
S |
T |
U |
V |
W |
X |
Y |
Z |
?
 
Ba |
Be |
Bd |
Bg |
Bh |
Bi |
Bj |
Bl |
Bm |
Bn |
Bo |
Br |
Bs |
Bu |
Bw |
By |
Bz
 
Bra |
Brc |
Brd |
Bre |
Brg |
Bri |
Brj |
Brk |
Brl |
Brn |
Bro |
Brp–Brt |
Bru |
Brv |
Bry |
Brz
 
Braa |
Brab |
Brac |
Brad |
Brae |
Braf |
Brag |
Brah |
Brai |
Braj |
Brak |
Bral |
Bram |
Bran |
Brao |
Braq |
Brar |
Bras |
Brat |
Brau |
Brav |
Braw |
Brax |
Bray |
Braz
Die Liste der Biografien führt alle Personen auf, die in der deutschsprachigen Wikipedia einen Artikel haben. Dieses ist eine Teilliste mit 106 Einträgen von Personen, deren Namen mit den Buchstaben „Brag“ beginnt.

## Brag
- Bräg, Daniel (* 1964), deutscher Bildhauer
- Brag, Hermann (1860–1936), schwedischer Opernsänger (Bass)

### Braga
- Braga Bispo Junior, Ademilson (* 1994), brasilianischer Fußballspieler
- Braga de Jesus, Aguinaldo (* 1974), brasilianisch-mazedonischer Fußballspieler
- Braga de Oliveira, Thiago (* 1988), brasilianisch-deutscher Schauspieler
- Braga Santos, Joly (1924–1988), portugiesischer Komponist und Dirigent
- Braga, Abel (* 1952), brasilianischer Fußballspieler
- Braga, Ademar da Silva (* 1945), brasilianischer Fußballtrainer
- Braga, Alice (* 1983), brasilianische SchauspielerinAlice Braga (* 1983)

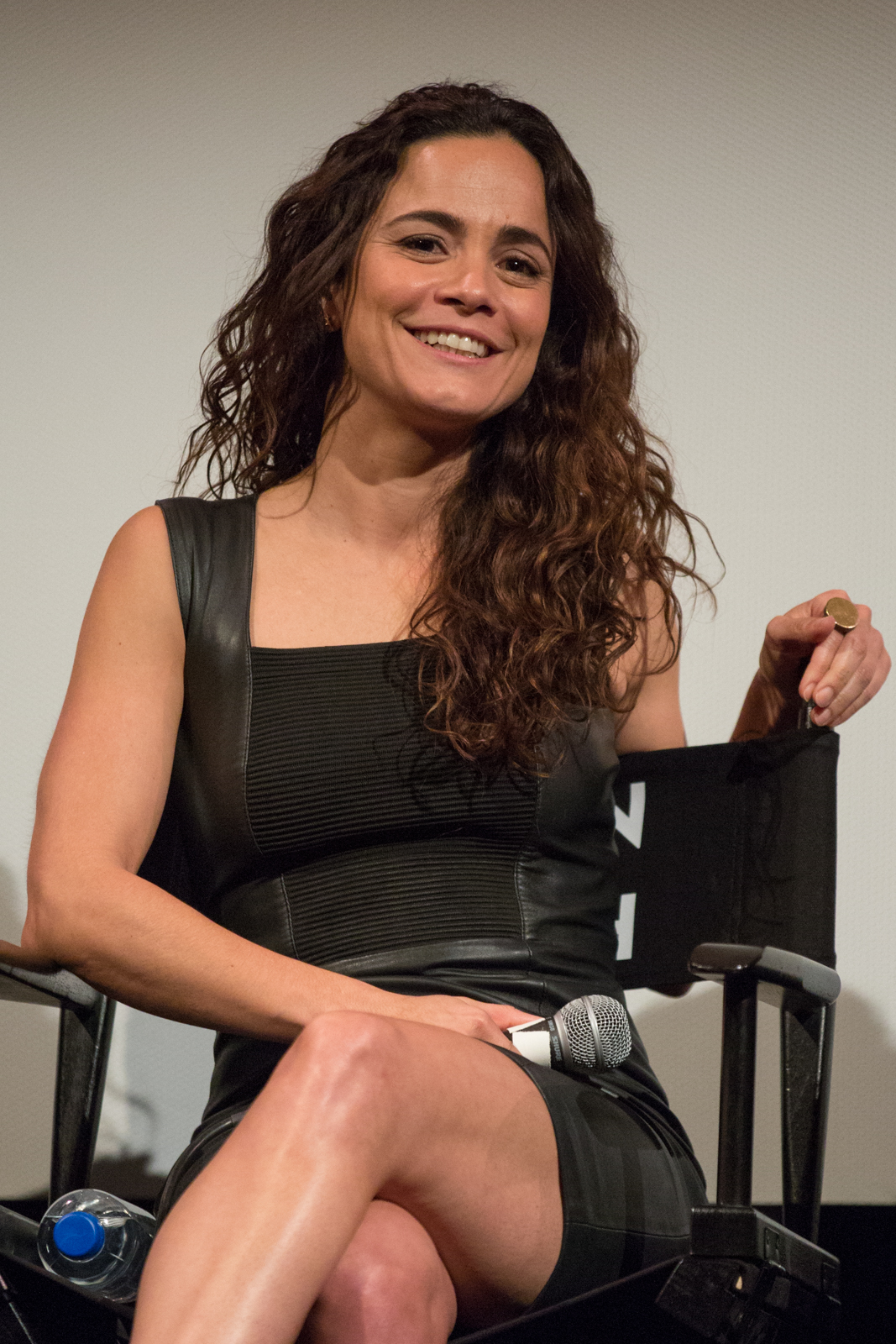
Alice Braga (* 1983)

- Braga, Antonio (1929–2009), italienischer Komponist und Musikpädagoge
- Braga, António de Sousa (1941–2022), portugiesischer Ordensgeistlicher und römisch-katholischer Bischof von Angra
- Braga, Brannon (* 1965), US-amerikanischer Drehbuchautor, Regisseur und Filmproduzent
- Braga, Carlo (1889–1971), italienischer Ordenspriester und römisch-katholischer Missionar
- Braga, Daniela (* 1992), brasilianisches Model
- Braga, Ernani (1888–1948), brasilianischer Komponist, Pianist und Dirigent
- Braga, Francisco (1868–1945), brasilianischer Komponist
- Braga, Gaetano (1829–1907), italienischer Komponist und Cellist
- Braga, Gilberto (1945–2021), brasilianischer Drehbuchautor
- Braga, Gioia Marconi (1916–1996), britisch-italienische Mäzenin
- Braga, Guilherme (1845–1874), portugiesischer Dichter
- Braga, Jair (1954–2004), brasilianischer Radrennfahrer
- Braga, João (* 1945), portugiesischer Fadosänger
- Braga, João Francisco (1868–1937), brasilianischer Geistlicher, Erzbischof von Curitiba
- Braga, Jonathan P. (* 1969), US-amerikanischer Offizier, Generalleutnant der US-Army
- Braga, Lúcia (1934–2020), brasilianische Politikerin
- Braga, Mestre (* 1957), brasilianischer Kampfsportler und Begründer der Capoeira Angola Africa Bantu
- Braga, Nilo Murtinho (1903–1975), brasilianischer Fußballspieler
- Braga, Otávio (* 1973), brasilianischer Fußballspieler
- Braga, Paulo (* 1942), brasilianischer Schlagzeuger
- Braga, Paulo (* 1963), brasilianischer Pianist, Komponist, Arrangeur und Musikpädagoge
- Braga, Rubem (1913–1990), brasilianischer Journalist und Schriftsteller
- Braga, Sônia (* 1950), brasilianische Schauspielerin
- Braga, Teófilo (1843–1924), portugiesischer Literat und Staatsmann
- Braga, Torben (* 1991), deutscher Politiker (AfD), MdLTorben Braga (* 1991)

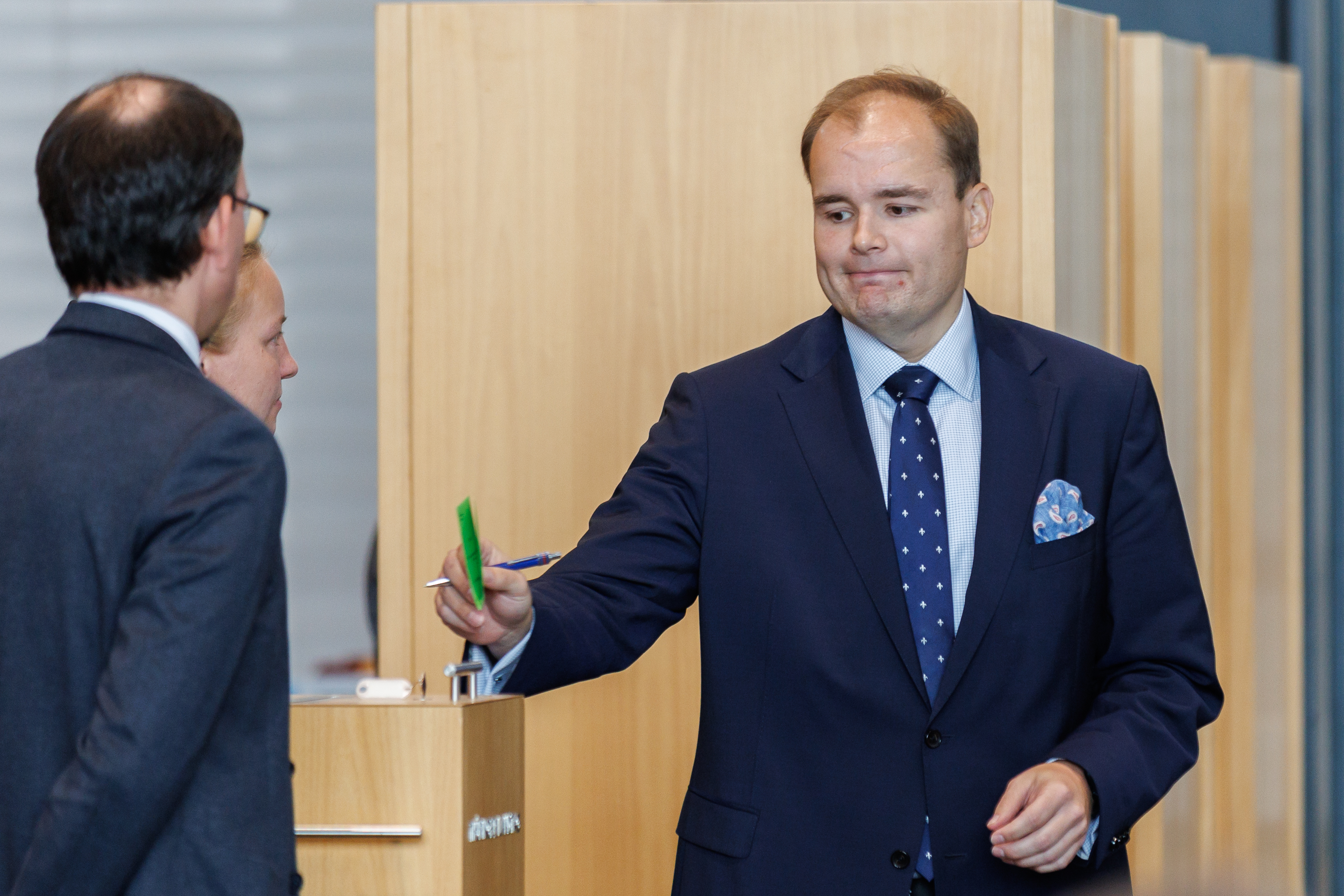
Torben Braga (* 1991)

- Braga-Jaff, Hermine (1857–1940), ungarische Opernsängerin (Sopran) und Gesangspädagogin
- Bragadin, Marcantonio (1523–1571), Generalkapitän und Gouverneur von Zypern
- Bragadin, Matteo (1689–1767), venezianischer Staatsinquisitor
- Bragadino, Marco († 1591), venezianischer Alchemist und Hochstapler
- Bragaglia, Anton Giulio (1890–1960), italienischer Künstler des Futurismus
- Bragaglia, Arturo (1893–1962), italienischer Fotograf und Schauspieler
- Bragaglia, Carlo Ludovico (1894–1998), italienischer Filmregisseur und Drehbuchautor
- Bragagnola, František (1927–2020), tschechischer Fußballspieler
- Bragan, Bobby (1917–2010), US-amerikanischer Baseballspieler und Baseballmanager
- Bragança, Albertino (* 1944), são-toméischer Politiker und Schriftsteller
- Bragança, Anastácio (* 1997), são-toméischer Fußballspieler
- Bragança, Aquino de (1924–1986), portugiesisch-mosambikanischer Soziologe und Journalist
- Bragança, Constantino de (1528–1575), portugiesischer Adliger, der siebte Vizekönig des Estado da India
- Bragança, Daniel (* 1999), portugiesischer Fußballspieler
- Bragança, Duarte Pio de (* 1945), portugiesischer Adelsnachkomme
- Bragança, Jaime Celestino Dias (* 1983), portugiesischer Fußballspieler
- Bragança, Katja de (* 1959), deutsche Humanbiologin
- Bragança, Rui (* 1991), portugiesischer Taekwondoin
- Bragance, Anne (* 1945), französische Schriftstellerin
- Braganza, Francis Leo (1922–2011), indischer Ordensgeistlicher und Theologe, römisch-katholischer Bischof von Baroda
- Braganza, Glenda (* 1978), kanadische Film- und Theaterschauspielerin
- Braganza, Maria das Neves von (1852–1941), portugiesische Adelige, Infantin von Portugal
- Braganza, Michael von (1853–1927), Prinz von Portugal aus dem Haus BraganzaMichael von Braganza (1853–1927)

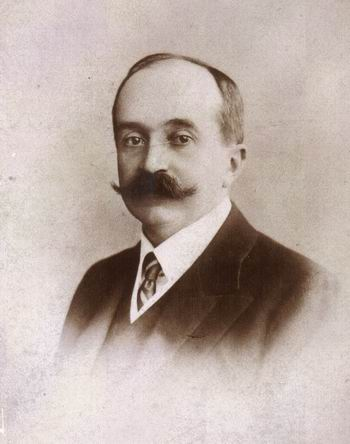
Michael von Braganza (1853–1927)

- Bragard, Karl (1890–1973), deutscher Orthopäde
- Bragason, Bo (* 2004), britische Schauspielerin
- Bragassa, Jodi (* 1968), US-amerikanische Langstreckenläuferin, Triathletin, Skilangläuferin und Crosslauf-Sommer-Biathletin
- Bragassa, Patrick (* 1962), US-amerikanischer Crosslauf-Sommerbiathlet
- Bragato, José (1915–2017), argentinischer Tangomusiker, Cellist, Pianist, Arrangeur und Komponist
- Bragazzi, Davide (* 1981), italienischer Radrennfahrer

### Bragd
- Bragdon, Claude (1866–1946), US-amerikanischer Architekt, Autor und Theosoph
- Bragdon, Jonathan (* 1944), US-amerikanischer Maler

### Brage
- Brageot, Mikaël (* 1987), französischer Kunstflugpilot

### Bragg
- Bragg, Alvin (* 1973), US-amerikanischer Jurist, New York County District Attorney
- Bragg, Art (1930–2018), US-amerikanischer Sprinter
- Bragg, Bernard (1928–2018), gehörloser Schauspieler, Produzent, Regisseur, Dramatiker, Künstler und Autor
- Bragg, Billy (* 1957), britischer Singer-SongwriterBilly Bragg (* 1957)

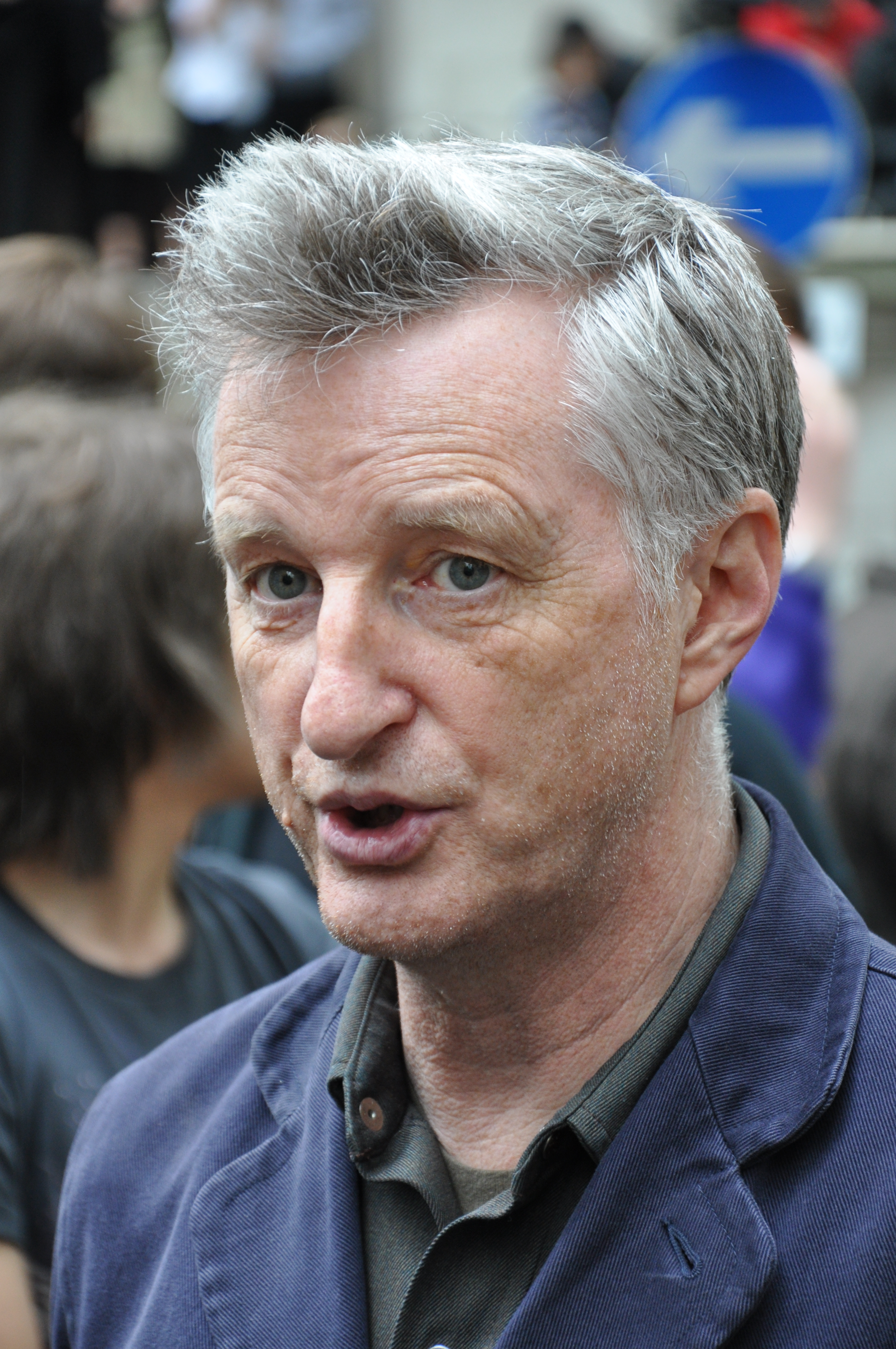
Billy Bragg (* 1957)

- Bragg, Braxton (1817–1876), General der Konföderierten Staaten von Amerika
- Bragg, Daniel (* 1992), australischer Fußballspieler
- Bragg, Don (1935–2019), US-amerikanischer Stabhochspringer
- Bragg, Doug (1928–1973), US-amerikanischer Country- und Rockabilly-Musiker
- Bragg, Edward S. (1827–1912), US-amerikanischer Politiker
- Bragg, Herbert E. (1903–1987), US-amerikanischer Filmtechniker
- Bragg, Jeremy (* 1981), britischer Ultramarathonläufer
- Bragg, Joey (* 1996), US-amerikanischer Schauspieler
- Bragg, John (1806–1878), US-amerikanischer Rechtsanwalt, Richter und Politiker
- Bragg, Melvyn, Baron Bragg (* 1939), britischer Autor, Drehbuchautor, Fernseh- und Rundfunkmoderator und Life Peer
- Bragg, Rachel Emily (* 1984), britische Volleyballspielerin
- Bragg, Thomas (1810–1872), US-amerikanischer Politiker
- Bragg, William Henry (1862–1942), britischer Nobelpreisträger für Physik
- Bragg, William Lawrence (1890–1971), australisch-britischer Physiker und Nobelpreisträger für PhysikWilliam Lawrence Bragg (1890–1971)

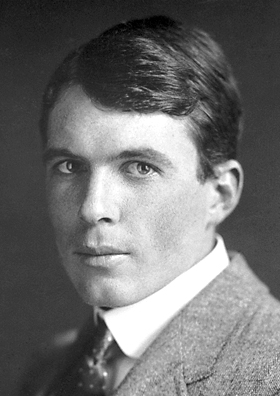
William Lawrence Bragg (1890–1971)

- Brägger, Anita (* 1972), Schweizer Leichtathletin
- Brägger, Benjamin F. (* 1967), Schweizer Jurist
- Brägger, Bernhard (* 1942), Schweizer Autor und Rallyefahrer
- Brägger, Mathias (* 1983), Schweizer Eishockeyspieler
- Brägger, Pablo (* 1992), Schweizer Kunstturner
- Braggs, Teresa A. (* 1997), indische Dokumentarfilmerin

### Bragh
- Braghiș, Dumitru (* 1957), moldauischer Politiker
- Braght, Thieleman Janszoon van (1625–1664), holländischer Autor und Prediger

### Bragi
- Bragi Boddason, norwegischer Skalde
- Bragi Ólafsson (* 1962), isländischer Musiker, Dichter und Autor
- Bragi Þorfinnsson (* 1981), isländischer Schachspieler
- Bragin, Sergei (* 1967), estnischer Fußballspieler
- Bragin, Waleri Nikolajewitsch (* 1956), russischer Eishockeyspieler und -trainer
- Bragina, Ljudmila Iwanowna (* 1943), russische Mittelstreckenläuferin
- Braginski, Wladimir Borissowitsch (1931–2016), russischer Physiker und Hochschullehrer

### Bragl
- Braglia, Alberto (1883–1954), italienischer Turner

### Bragm
- Bragmayer, Zsanett (* 1994), ungarische Triathletin

### Brago
- Brago, Jewgeni Nikolajewitsch (1929–2024), sowjetischer Ruderer
- Bragowa, Sonja (1903–1998), deutsche Ausdrucks-, Revue- und Solotänzerin

### Brags
- Bragstad, Bjørn Otto (* 1971), norwegischer Fußballspieler
- Bragstad, Emilie (* 2001), norwegische Fußballspielerin

### Bragu
- Brague, Rémi (* 1947), französischer Philosoph